# آلیوم روتی
آلیوم روتی (نام علمی: Allium rothii) گونه‌ای گیاه از سرده والک است. این گونه در سوریه، مصر و اردن یافت می‌شود. گل‌ها به رنگ بنفش تیره و سفید هستند.